# パンテラ・スレーニャ
パンテラ・スレーニャ（西: Pantera Sureña、1952年12月29日 - ）は、メキシコの女子プロレスラー。ハリスコ州グアダラハラ出身。日本では覆面レスラー「ラ・ギャラクティカ（La Galáctica）」としてジャガー横田とライバル関係にあったことで知られる。

## 来歴
1969年
- 6月、デビュー。

1977年
- 5月、全日本女子プロレスに初来日。

1981年
- 8月、宇宙仮面「ラス・ギャラクティカス」のラ・ギャラクティカ1号として再来日（2号はレイナ・ガレゴス）。

1983年
- 5月7日、ジャガー横田との「髪切りマッチ」を制してWWWA世界シングル王座獲得。

1991年
- W★INGに来日。

## タイトル
- WWWA世界シングル王座
- UWA世界女子王座
- 連邦区女子王座
- ナショナル女子タッグチーム王座（w/ マルタ・ビジャロボス）

## 得意技
- ダイビング・セントーン
- ジャーマン・スープレックス